# Kelvin Torbert
Kelvin Torbert, né le 24 mai 1983 à Flint (Michigan), est un joueur américain de basket-ball. Il mesure 1,93 m et peut jouer aux postes d'ailier et d'arrière.

## Clubs
- 2001 - 2005 :  Michigan State Spartans (NCAA)
- 2005 - 2006 :  Jeunesse Laïque de Bourg-en-Bresse (Pro A)
- 2006 - 2007 :  Euphony Bree (Division 1)
- 2007 - 2008 :  Paris-Levallois (Pro A)
- 2008 - 2010 :  Dexia Mons-Hainaut (Division 1)
- 2010 :  Iraklis Salonique (GBL)
- 2010 - 2011 :  BC Oural Iekaterinbourg (Super Liga 1)
- 2011 :  Toros de Nuevo Laredo (en) (LNBP)
- 2011 - 2012 :  Okapi Aalstar (Division 1)
- 2012 :  Ratiopharm Ulm (BBL)

## Palmarès
- 2001 : Gatorade Player of the Year (en) (lycée)
- 2003 - 2004 : All-Big Ten (3e 5 majeur)
- 2004 - 2005 : participation au Final Four NCAA 2005
- 2005 - 2006 : Finaliste de la Semaine des As
- 2006 - 2007 : Vice-champion de Belgique